# Jacob Mostert
Jacob Mostert, né le 13 février 1982, est un gymnaste artistique namibien.

## Biographie
Jacob Mostert pratique la gymnastique depuis ses 5 ans. Il étudie les technologies de l'information à l'Université de Pretoria. 
Il est élu meilleur gymnaste namibien en 1998, 1999, 2000 et 2003, participe aux Jeux du Commonwealth de 2002 à Manchester et aux Championnats du monde de gymnastique artistique 2003 à Anaheim et remporte une médaille de bronze en cheval d'arçons aux Jeux africains de 2003 à Abuja. Il bénéficie de la bourse de la Solidarité olympique, lui permettant de s'entraîner huit mois au Centre national de sports de Calgary.